# Indonesia Raya
Indonesia Raya (tiếng Việt: Indonesia vĩ đại) là quốc ca của nước Cộng hòa Indonesia kể từ khi nước này tuyên bố độc lập ngày 17 tháng 8 năm 1945. Bài hát được người sáng tác, Wage Rudolf Supratman giới thiệu tại Đại hội Thanh niên Indonesia lần thứ hai năm 1928

## Lời tiếng Indonesia

Bản nhạc quốc ca Indonesia

1. Indonesia tanah airku,
Tanah tumpah darahku.
Disanalah aku berdiri
Jadi pandu ibuku.
Indonesia kebangsaanku,
Bangsa dan Tanah Airku.
Marilah kita berseru
"Indonesia bersatu."
Hiduplah tanahku,
Hiduplah negriku,
Bangsaku, Rakyatku, semuanya.
Bangunlah jiwanya,
Bangunlah badannya
Untuk Indonesia Raya.
Điệp khúc:
Indonesia Raya, Merdeka, Merdeka
Tanahku, negriku yang kucinta.
Indonesia Raya, Merdeka, Merdeka
Hiduplah Indonesia Raya.
Indonesia Raya, Merdeka, Merdeka
Tanahku, negriku yang kucinta.
Indonesia Raya, Merdeka, Merdeka
Hiduplah Indonesia Raya.
2.Indonesia! Tanah yang mulia,
Tanah kita yang kaya.
Disanalah aku berada
Untuk slama-lamanya.
Indonesia, Tanah pusaka,
Pusaka Kita semuanya.
Marilah kita mendoa,
"Indonesia bahagia!"
Suburlah Tanahnya,
Suburlah jiwanya,
Bansanya, Rakyatnya semuanya.
Sadarlah hatinya,
Sadarlah budinya
Untuk Indonesia Raya.
(Điệp khúc)
3.Indonesia! Tanahku yang suci,
Tanah kita yang sakti.
Disanalah aku berdiri
Menjaga ibu sejati.
Indonesia! Tanah berseri,
Tanah yang aku sayangi.
Marilah kita berjanji:
"Indonesia abadi!"
Slamatlah Rakyatnya,
Slamatlah putranya,
Pulaunya, lautnya semuanya.
Majulah Negrinya,
Majulah Pandunya
Untuk Indonesia Raya.
(Điệp khúc)

## Dịch nghĩa tiếng Việt
Dưới đây là bản dịch tạm của bài Indonesia trong tiếng Việt.